# Bataille du lac de Maracaibo
Guerre d'indépendance du Venezuela
Batailles
m
Junte suprême de Caracas (1810-1811)
- Révolution du 19 avril 1810
- Coro
- Acte d'indépendance (es)

Première République (1811-1813)
- Valencia
- Guyane (1re)
- Monteverde
- Orient (1re)
- Admirable

Deuxième République (1813-1817)
- Occident (1re)
- Barinas
- Valles de Aragua y del Tuy
- Orient (2e) (es)
- Occident (2e)
- Los Cayos
- Barcelona

Troisième République (1817-1819)
- Guyane (2e)
- Margarita
- Centre
- Apure
- Nouvelle-Grenade

Grande Colombie (1819-1823)
- Armistice
- Carabobo
- Occident (3e) (es)
- Lac Maracaibo
- Puerto Cabello

La bataille du lac de Maracaibo est une bataille navale qui oppose une flotte de la Grande Colombie contre une autre de l'Empire espagnol. Elle s'est déroulée le 24 juillet 1823 au lac de Maracaibo située dans l'actuel État de Zulia au Venezuela. Victoire décisive pour les indépendantistes, elle rend inéluctable l'indépendance du Venezuela, achevée le 8 novembre de la même année lors de la chute de la forteresse de Puerto Cabello, alors le dernier bastion royaliste en Grande Colombie.

## Sources
- (en) Robert L. Scheina, Latin America's wars, vol. 1 : The age of the Caudillo, 1791-1899, Washington, D.C, Brassey's, Inc, 2003, 624 p. (ISBN 978-1-574-88450-0 et 978-1-574-88449-4)